# Литрим (округ)
Округ Литрим (енгл. County Leitrim, ир. Contae Liatroma) је један од 32 историјска округа на острву Ирској, смештен у његовом северозападном делу, у покрајини Конот.
Данас је округ Литрим један од 26 званичних округа Републике Ирске, као основних управних јединица у држави. Седиште округа је град Карик на Шенону.

## Положај и границе округа
Округ Литрим се налази у северозападном делу ирског острва и Републике Ирске и граничи се са:
- север: округ Донегол,
- североисток: округ Фермана (Северна Ирска),
- исток: округ Каван,
- југ: округ Лонгфорд,
- југозапад: округ Роскомон,
- запад: округ Слајго,
- северозапад: Атлантски океан.

## Природни услови
Литрим је по пространству један од мањих ирских округа - заузима 26. место међу 32 округа.
Рељеф: Већи део округа Литрим је природно подручје без много утицаја човека. Јужни део округа је са низијски, па је са развијенијом пољопривредом, док је северни део брдски.
Клима Клима у округу Литрим је умерено континентална са изразитим утицајем Атлантика и Голфске струје. Стога град одликује блага и веома променљива клима.
Воде: Округ Литрим је богат водама. Округ има кратку обалу (2,5 км) ка Атлантику на северу. Постоји више мањих река, од којих је најпознатија река Шенон. У округу постоји и низ језера, од којих су највећа и познатија језера Мелвин, Ален, Лауф и Џил. У оквиру округа има много мочвара.

## Становништво
По подацима са Пописа 2011. године на подручју округа Литрим живело је око 31 хиљада становника, већином етничких Ираца. Ово је готово 5 пута мање него на Попису 1841. године, пре Ирске глади и великог исељавања Ираца у Америку. Међутим, последње деценије број становника округа расте по стопи од преко 1% годишње.
Густина насељености - Округ Литрим има густину насељености од око 20 ст./км², што је 3 пута мање од државног просека (око 60 ст./км²) и најмање међу свим ирским окрузима. Јужни део округа је боље насељени него остатак.
Језик: У целом округу се равноправно користе енглески и ирски језик.